# Phaius flavus
Phaius flavus là một loài thực vật có hoa trong họ Lan. Loài này được (Blume) Lindl. miêu tả khoa học đầu tiên năm 1831.

## Hình ảnh

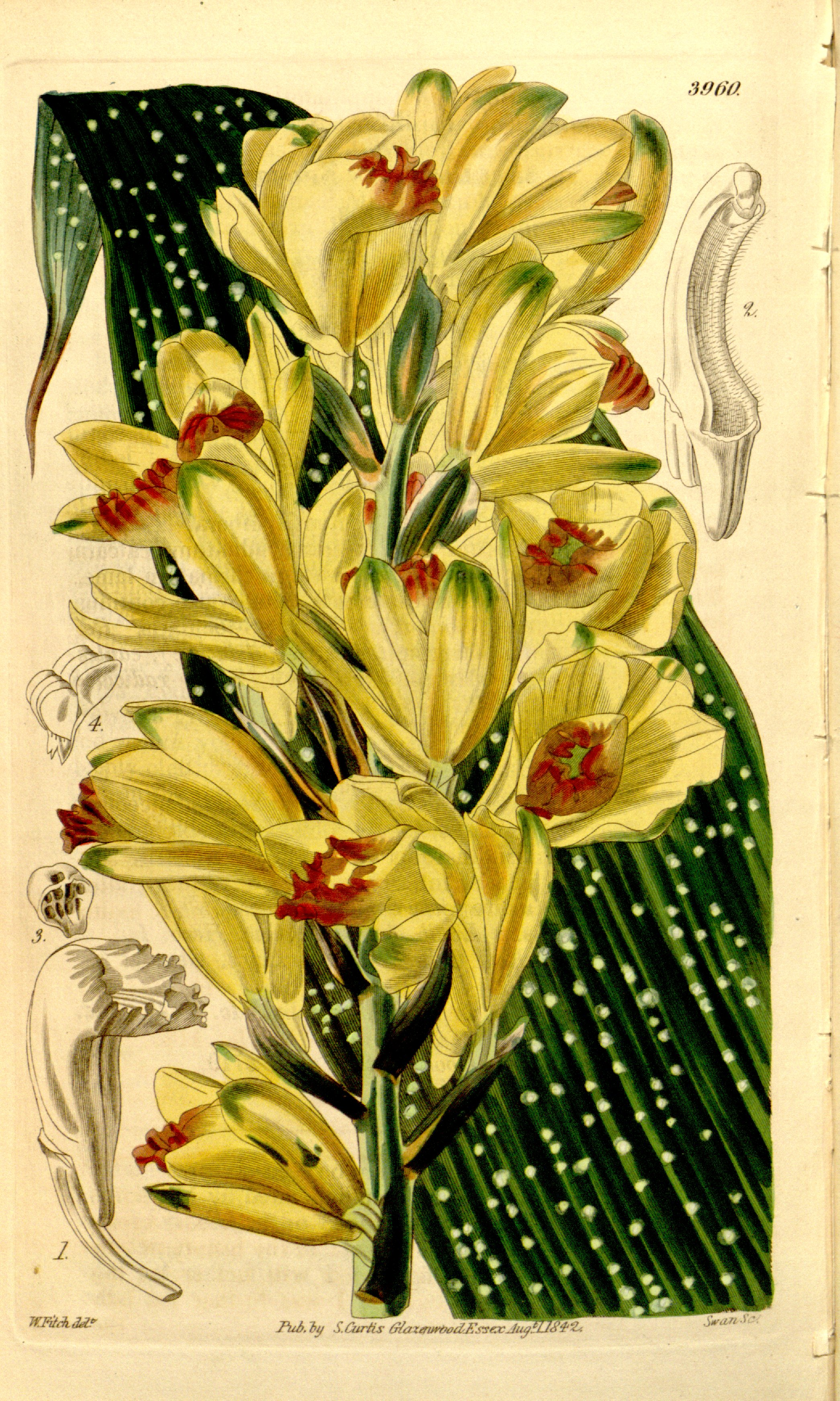
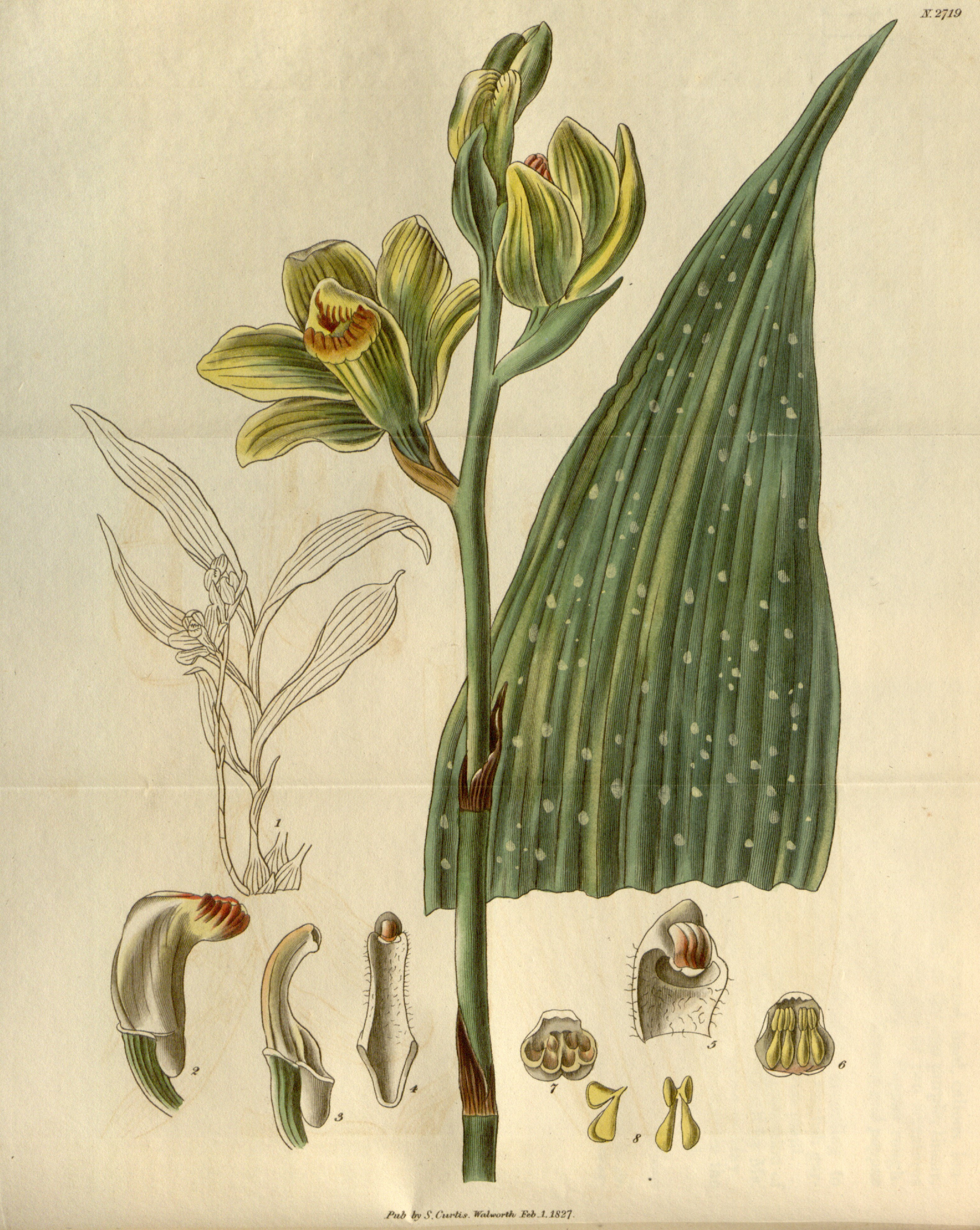
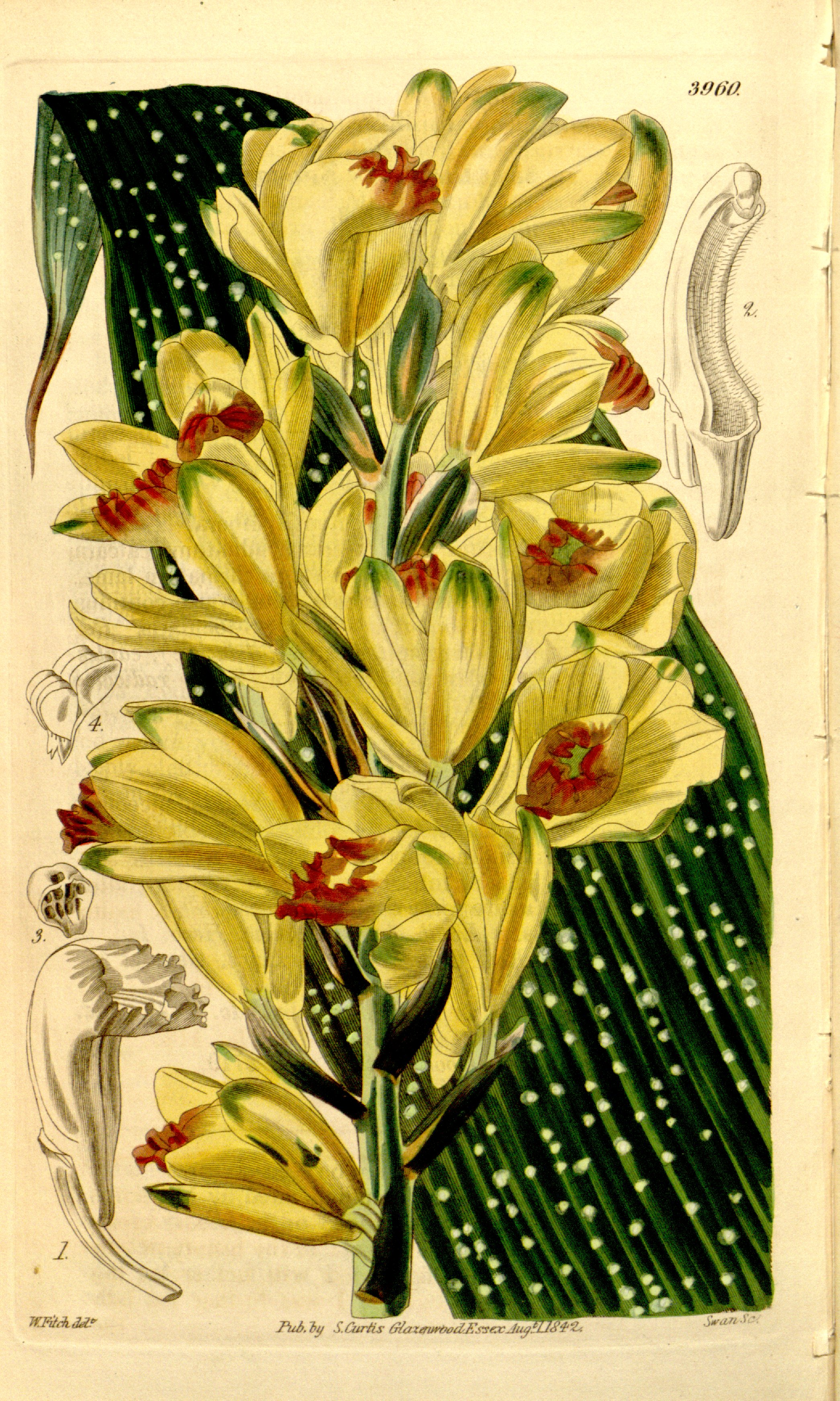
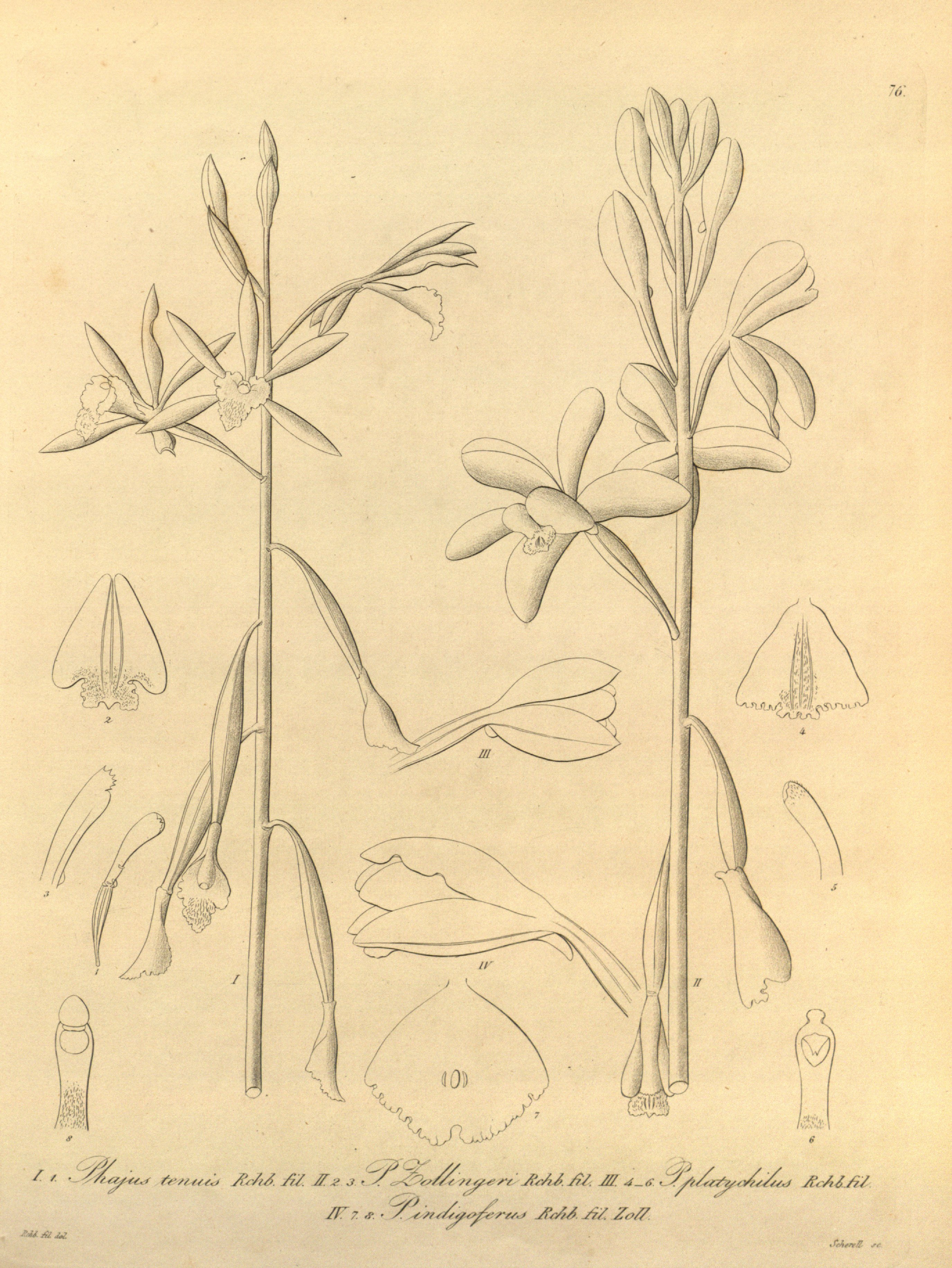